# Ctenucha multifaria
Ctenucha multifaria är en fjärilsart som beskrevs av Walker 1854. Ctenucha multifaria ingår i släktet Ctenucha och familjen björnspinnare. Inga underarter finns listade i Catalogue of Life.